# 尤里·瓦西里耶维奇·马雷舍夫
尤里·瓦西里耶维奇·马雷舍夫（俄语：Юрий Васильевич Малышев，1941年8月27日—1999年11月8日），苏联宇航员。

## 生平
1941年8月27日出生于伏尔加格勒州尼古拉耶夫斯克。在塔甘罗格就读高中。
1959年进入苏联武装力量服役。1963年毕业于哈尔科夫高等军事飞行员学校，曾在苏联空军部队服役。1964年加入苏联共产党。1967年入选苏联宇航员。1976年担任联盟22号后备人员。1977年毕业于加加林空军学院。
1980年6月执行联盟T-2任务，担任指令长，成功与礼炮6号空间站对接。1984年4月，执行联盟T-11任务，担任指令长，成功与礼炮7号空间站对接。1988年退役。
1999年11月8日逝世。

## 荣誉
- 蘇聯英雄荣誉称号（1980年、1984年）
- 列寧勳章